# Alexander Slawik
Alexander Slawik (* 27. Dezember 1900 in Budweis; † 19. April 1997 in Wien) war ein gesellschaftswissenschaftlicher Japanologe und Professor in Wien, der auch zu kulturhistorischen Themen arbeitete.

## Jugend und Ausbildung
Geboren wurde Alexander Slawik als Sohn eines k.u.k. Offiziers, der später in Krakau Stadtkommandant wurde. Als Gymnasiast in Krems an der Donau brachte er sich im Selbststudium Japanisch bei, nachdem sein Vater mit seinen Ausführungen zum Russisch-Japanischen Krieg sein Interesse an diesem Land geweckt hatte.
Als 18-Jähriger fand er sich nach Kriegsende 1918 mittellos in Wien wieder. Nach einer Schlosserlehre studierte er Jura bis zum Staatsexamen, das er jedoch nicht bestand. Er wechselte daraufhin zur Ostasienwissenschaft. Seinen Lebensunterhalt zu dieser Zeit verdiente er sich als kaufmännischer Angestellter bei Siemens-Schuckert (1924–31).
Der Honorarprofessor Arthur von Rosthorn, ehemaliger Gesandter in Peking, interessierte ihn für den Fragenkreis der Kontakte zwischen China, Korea und Japan in der Han-Periode. Eine von ihm gewünschte Promotion war nicht möglich, da damals in Wien die Fächer Sinologie bzw. Japanologie noch nicht bestanden.
Durch seine Kontakte mit der kleinen japanischen Gemeinschaft in Wien blieb er weiterhin mit dem Feld in Kontakt. Der Völkerkundler, damals Stipendiat, Oka Masao (岡正雄) führte in zu dieser Wissenschaft hin. Slawik nahm daraufhin 1931 sein Studium wieder auf – sein Hauptinteresse war nun die japanische Ethnogenese – das er 1936 mit seiner Promotion über die „Kulturschichten in Alt-Korea“ abschließen konnte.

## Wirken
Eine geplante Berufung an die Fujên-Universität des S.V.D.-Ordens in Peking wurde durch den Kriegsausbruch in Ostasien verhindert. Er lehrte daraufhin als Lektor für japanische Sprache an der Konsularakademie in Wien, später auch an der Universität Wien. Zu dieser Zeit engagierte er sich bereits im Untergrund für die NSDAP, was 1945 zu seiner Entlassung aus dem Staatsdienst führte.
Zusammen mit Professor Oka baute er die Forschung am Japaninstitut auf. Dieses Institut war von Baron Mitsui Takaharu (三井高原) 1937/38 gestiftet worden. Im Krieg erfolgte die Einberufung zur Wehrmacht.
Ab 1948 war er zunächst als Hilfskraft, dann Assistent, besonders mit dem Aufbau der Bibliothek an der Universität beschäftigt. Später wurde er Leiter einer Japan-Abteilung, seit 1964 als außerordentlicher Professor, innerhalb des Instituts für Völkerkunde, die 1965 in ein eigenständiges Institut für Japanologie überführt wurde. Er war bis zu seiner Emeritierung 1971 dessen Leiter.
Erstmals besuchte er Japan, mit Unterstützung der UNESCO (Paris), 1957/58. Während dieses Aufenthalts betrieb er Feldstudien bei den Ainu und in Bauerndörfern Kyushus. Die gesammelten Ainu-Kultgegenstände sind wichtiger Bestandteil der Sammlung des Museums für Völkerkunde Wien.
Auf Einladung des japanischen Außenministeriums 1966 forschte er im Raum Fukuoka. Weitere Arbeiten auf Hokkaidō und Kyushu legten den Grundstein des von ihm entwickelten und geleiteten interdisziplinären Aso-Projektes (1968/69), dessen Ziel die gesamtheitliche Erfassung der Kultur eines historisch fassbaren Raumes war. Das Ergebnis dieses langjährigen Projekts, eine Dokumentation zur Topographie, Sozial- und Wirtschaftsgeschichte, zum ländlichen Gerätebestand sowie zur Situation der burakumin im Aso-Becken, liegt in drei Bänden vor.
Zu den Schülern Slawiks, die sich in Folge selbst einen Namen als Japanologen der „Wiener Schule“ machten, gehören Josef Kreiner, Peter Pantzer und Sepp Linhart.
Seinen Lebensabend verbrachte Slawik in einem Wiener Altersheim. Er wurde am Wiener Zentralfriedhof bestattet.

## Zweiter Weltkrieg
Vor und während der Zeit des Zweiten Weltkriegs befasste sich die Chiffrierabteilung des Oberkommandos der Wehrmacht (OKW/Chi) u. a. mit der Entzifferung des gegnerischen Nachrichtenverkehrs. Das OKW/Chi hatte auch eine Abteilung Sprachen, dessen Referat 13 für Japan zuständig war. Das Referat 13 bestand aus drei Gruppen. Slawik, mit dem Dienstgrad Obergefreiter, war einer der beiden Übersetzer in der Gruppe B.

## Auszeichnungen
- Orden des Heiligen Schatzes 3. Klasse: 1966, 2. Klasse mit Stern: 1987
- Preis der Japan Foundation 1989
- Ehrenkreuz für Wissenschaft und Kunst I. Klasse
- Goldenes Ehrenzeichen für Verdienste um das Land Wien

## Werke und Literatur
- Literatur von und über Alexander Slawik im Katalog der Deutschen Nationalbibliothek
- J. Kreiner (Hrsg.): Nihon minzokugakuno genzei. Festschrift zum 95. Geburtstag. Tokio 1996.
- Schriftenverzeichnis im Nachruf: Alexander Slawik zum Gedenken in: Nachrichten der OAG 161/162 (1997)